# 哥吉拉 (1984年)
《哥吉拉》（日文原名：ゴジラ）是1984年12月15日上映的日本電影，哥吉拉系列電影的第16集，日本觀眾人數約320萬人。票房24億，片商實盈收入17億日圓，片長103分。本片在台灣是以參與金馬獎國際影展方式放映，並未做商業映演，當時上映的譯名則為《怪獸》。
此作品是哥吉拉誕生30周年的紀念電影，片名和1954年的第一集《哥吉拉》相同，劇情設定繼1954年出現哥吉拉之後，隔了30年哥吉拉再次出現，故事為第一集1954的延續，與俗稱「昭和系列」的之前作品（第2至15集）沒有關聯，是第一部哥吉拉的重啟續集。
雖然電影於年號仍是「昭和」的1984年上映，但由於此作在故事及造型上與其後1989至1995年的作品有更大關聯性，因此縱使日本於1989年才轉變年號為「平成」，此電影仍在往後日子被納入為「平成系列」作品之一。

## 劇情概要
大黑島火山爆發三個月之後，一艘漁船在大黑島附近遭遇不明巨大生物後失蹤，數日後，漁船被記者牧吾郎發現，發現船員全被巨大的海蝨殺死，只有實習生奧村一人生還。透過奧村指認，巨大生物被確認為哥吉拉(而海蝨則疑似哥吉拉身上的寄生蟲)，日本政府為免民眾恐慌，決意封鎖關於哥吉拉的消息。然而，隨後發生的蘇聯潛艇沉沒意外，將美蘇冷戰的局勢推向緊張，眼看戰爭一觸即發，日本政府僅能公布蘇聯潛艇係遭哥吉拉擊沉的事實。
哥吉拉登陸靜岡並襲擊了核電廠，將反應爐的輻射吸收殆盡，不過奧村的恩師古生物學家林田也注意到哥吉拉會對候鳥的鳴叫聲做出反應，開始研究利用超音頻誘導哥吉拉的可行性。同時，由於哥吉拉的襲擊無法避免，蘇聯和美國主張使用戰術核武器消滅哥吉拉，但是被日本政府以非核三原則拒絕。
數天後，哥吉拉終於在東京灣登陸，對新宿地區造成重大破壞。林田教授開發的誘導音頻雖然在登陸之際完成，但運至播放站尚需時間。為阻止哥吉拉，自衛隊派出飛行要塞"Super X"迎擊，一度成功利用裝有鎘元素的飛彈令哥吉拉體內的核反應衰減而陷入休眠。但由於蘇聯KGB人員秘密攜帶至日本的戰術核武開關被意外觸發，美軍緊急以星戰計畫的攔截衛星狙擊，雖避免東京遭到核彈洗禮，卻也導致哥吉拉吸收到核彈中的放射元素而復甦。鎘彈頭用盡的Super X被迫以傳統武器迎戰，最終不敵遭毀。所幸此時音頻設施終於開始運作，哥吉拉被引誘到三原山的陷阱，在火山被引爆後墬入火山口，電影最終在哥吉拉在火山中掙扎的身影中畫下句點。

## 登場怪獸
- 哥吉拉
- 大海蝨(哥吉拉身上寄生的巨大化吸血蟲)

## 評價
本片在日本最終票房17億日圓，位居年度日本電影票房亞軍。受到鼓舞的東寶因此啟動續篇的企劃，成為平成哥吉拉系列的起點。然而，本片的最終票房其實與公司預計的20億票房仍有差距，導演橋本幸治為負起責任而自請轉調至製作部門。
本片捨棄了系列電影長達30年的"大怪獸對決"傳統，然而卻未能在影迷間博得好評。如竹內博主編的特攝電影專書『東宝特撮怪獣映画大鑑』中，就認為本片「在追求真實性的同時，未能兼顧怪獸電影應有的娛樂性」。同時，東寶在分析觀眾組成時，發現該片客群集中在成年人與小學生，國高中生的人氣卻相對低落。以上因素使東寶在後續作品哥吉拉vs碧奧蘭蒂恢復了對戰怪獸的設定，並大膽的以劇本競賽的方式徵求劇本。
儘管本片的寫實風格未獲青睞，但以新世紀福音戰士系列知名的導演庵野秀明卻對本片的風格與政治決斷場面評價甚高，而這也顯著影響了他日後執導的哥吉拉電影正宗哥吉拉的敘事風格。

## 演員
- 三田村清輝（內閣總理）：小林桂樹
- 牧吾郎：田中健
- 奧村尚子：澤口靖子
- 奧村宏：宅麻伸
- 林田信：夏木陽介
- 浮浪者：武田鐵矢
- 上条：林家しん平
- 武上弘隆（官房長官）：內藤武敏
- 神崎（大藏大臣）：小澤榮太郎
- 江守誠一（外務大臣）：鈴木瑞穗
- 毛利（防衛廳長官）：織本順吉
- 磯村（自治大臣）：金子信雄
- 笠岡（通產大臣）：加藤武
- 加倉井（統合幕僚會議議長）：御木本伸介
- 大河內（國土廳長官）：森幹太
- 梶田（科學技術廳長官）：山本清
- 日高（環境廳長官）：田島義文
- 邊見昇（內閣調查室長）：村井國夫
- 石丸（內閣調查室員）：浦田賢一
- 伍堂（東都日報編集長）：佐藤慶
- 喜多川（東都日報主編）：江本孟紀
- 第五八幡丸船長：江幡高志
- 秋山（Super X空幕幹部）：橋本功
- Super X副官：福田健次
- 宇野（技術士官）：風中臣
- 井濱核能電廠職員：石坂浩二
- 自衛隊直昇機通信基地操作員：潮哲也
- 哥吉拉非常緊急對策本部操作員：渡邊賢醉
- 新聞播報員：森本毅郎
- 明美：田中由美子
- 南博士：小泉博
- 哥吉拉：薩摩劍八郎

## 製作人員

### 本編
- 監製、原案：田中友幸
- 協力製作：田中文雄
- 編劇：永原秀一
- 音樂：小六禮次郎
- 攝影：原一民
- 助理導演：大河原孝夫
- 導演：橋本幸治

### 特殊技術
- 特技導演：中野昭慶
- 特技攝影：山本武、大根田俊光
- 特技助理導演：淺田英一

1. ↑  1985年配給収入10億円以上番組   日本映画製作者連盟